# Marine Expeditionary Units

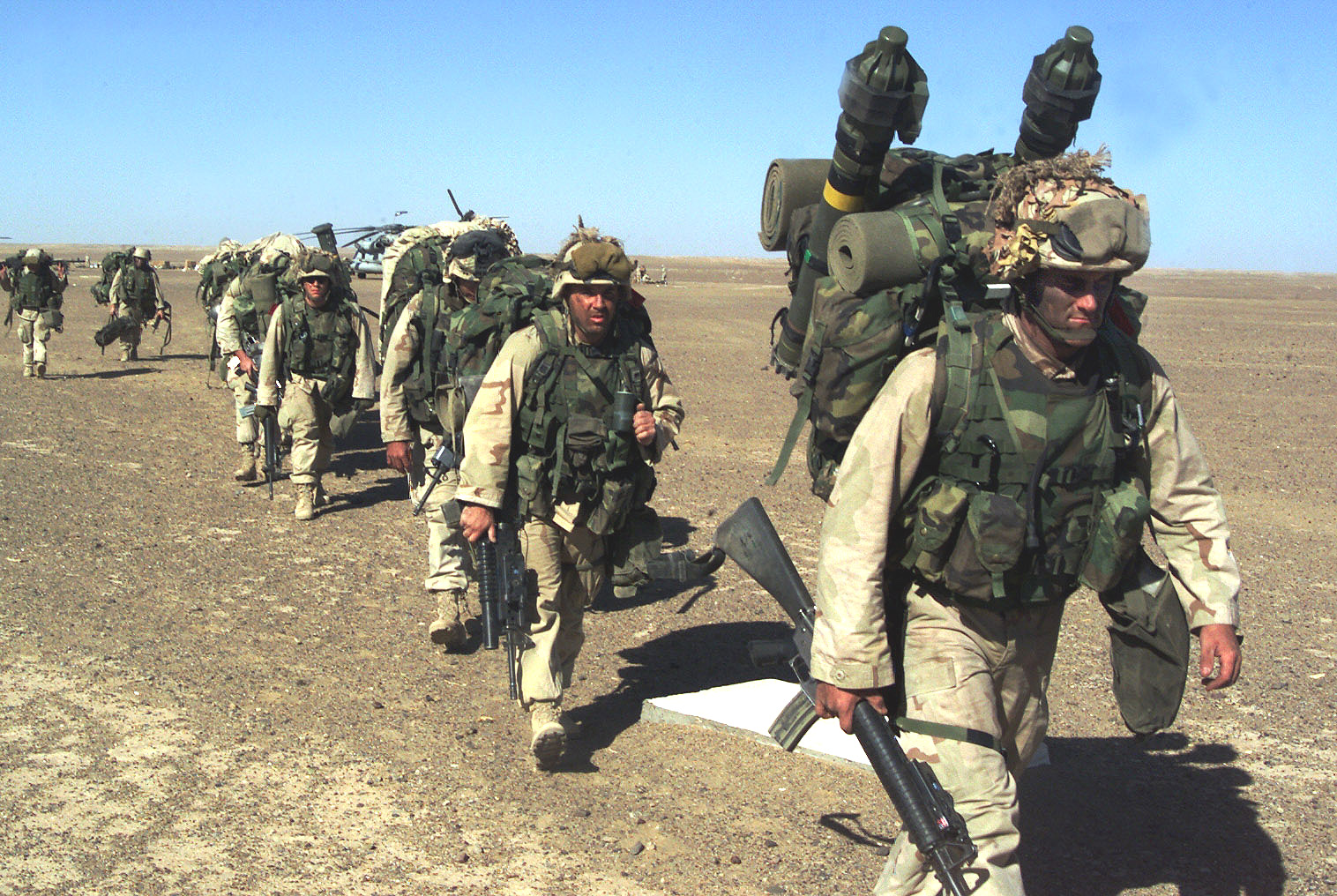
Příslušníci pěchoty 15th MEU v Camp Rhino

Marine Expeditionary Units (zkráceně MEU, dříve Marine Amphibious Unit (MAU)) je název pro expediční uskupení americké námořní pěchoty. Základní složkou americké námořní pěchoty je pro potřebu operačního nasazení jsou tzv. kombinovaná úkolová uskupení MAGTF (Marine Air Ground Task Force) a zahrnuje jak pozemní, námořní a letecké síly a tvoří tak soběstačné jednotky. A právě nejmenším uskupením typu MAGTF je MEU. Ty většinou čítají přibližně 2200 vojáků a námořníků. Takové expediční uskupení se dělí na čtyři hlavní složky (elementy):
- Velitelství MEU CE (Command Element)
- Pozemní bojová složka GCE (Ground Combat Element)
- Letecká složka ACE (Air Combat Element)
- Logistická složka LCE (Logisics Combat Element)

Během půlročních příprav na nasazení absolvují jednotky každého MEU sérii cvičení ve specifických formách boje např. boj ve městě, atd. Vyvrcholením těchto cvičení je tzv. CERTEX (Certification Exercise).
Během operačního nasazení je konkrétní MEU přiděleno k formaci plavidel US Navy, se kterým tvoří tzv. obojživelnou pohotovostní skupinu ARG (Amphibious Readiness Group). Námořní část této skupiny je většinou tvořena třemi plavidly: Vrtulníková výsadková loď LHA, doková výsadková loď LSD a doková výsadková loď LPD.

## Jednotlivá MEU, dle umístění
V současnosti existuje celkem sedm MEU:
- Tři na východním pobřeží USA
  -  22nd MEU
  -  24th MEU
  -  26th MEU
- Tři na západním pobřeží USA
  - 11th MEU
  -  13th MEU
  -  15th MEU
- Jedno v Japonsku
  -  31st MEU

## Jednotlivé složky MEU

### Letecká složka MEU
Letecké složky každého MEU je tvořeno těmito vrtulníky:
- 10 MV-22 Osprey - které se stávají páteří USMC ve vzduchu a nahradily
- 12 Boeing CH-46 Sea Knight - vyřazené v roce 2015
- 6 Sikorsky CH-53 Super Stallion
- 4 Bell AH-1 SuperCobra/AH-1Z Viper
- 3 Bell UH-1N Twin Huey/UH-1Y Venom

a letouny V/STOL:
- 6 McDonnell Douglas AV-8B Harrier II/F-35B Lightning II

a pokud je potřeba tankovat palivo ve vzduchu, tak si velení může vyžádat až 2 letouny KC-130J Super Hercules.

### Pozemní složka MEU
Pozemní složky každého MEU je tvořeno touto technikou:
- 4 tanky M1A1 Abrams
- až 16 obrněnými vozidly LAV-25
- 15 obojživelnými transportéry AAV-7A1
- 6 děly M198 a M777
- až 30 nákl. vozy MTVR
- 4 transportními systémy LVS
- a až 63 HMMWV